# Magistrale für Europa

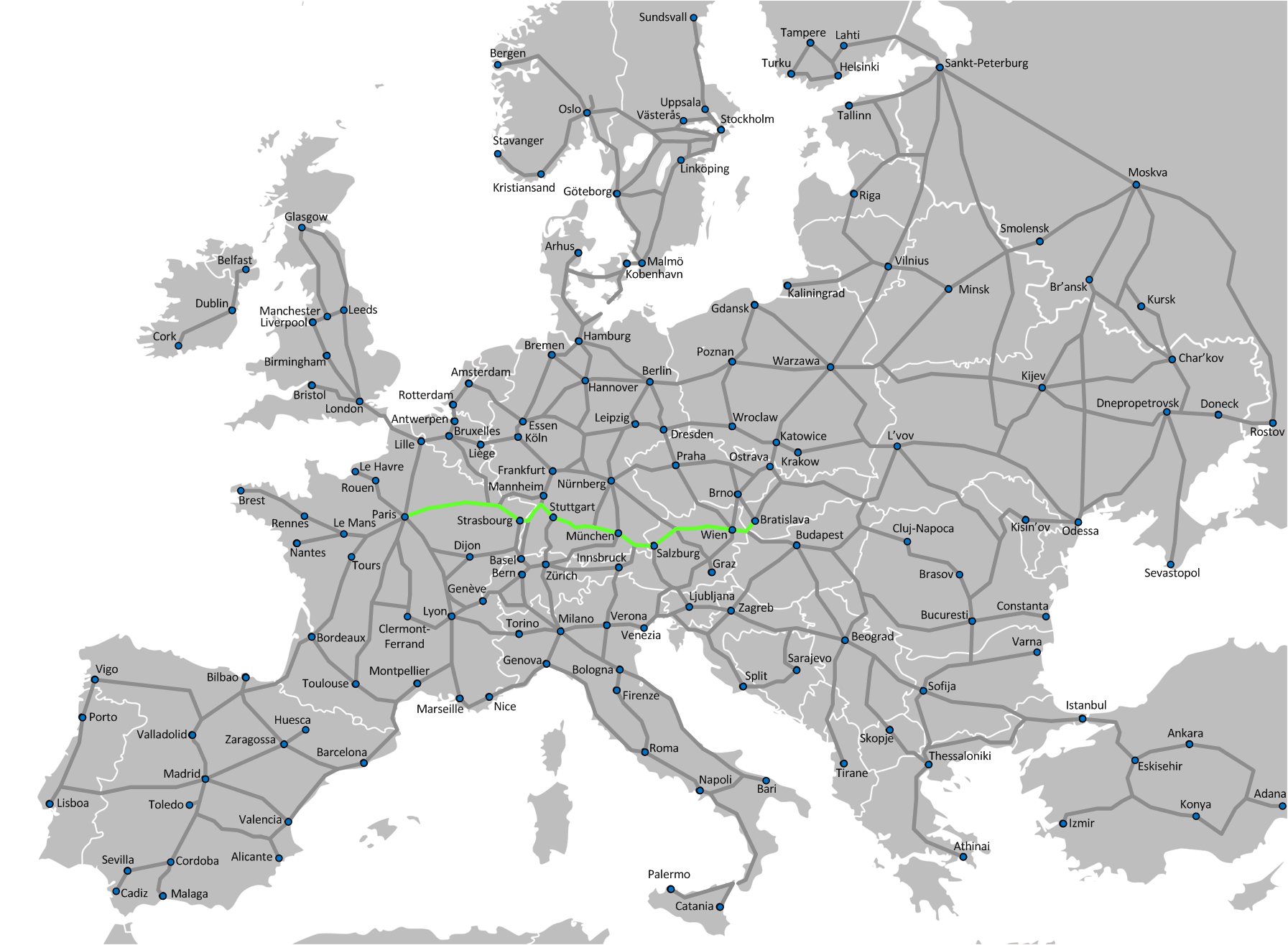
Geplante Hochgeschwindigkeits-Eisenbahnachse Paris-Bratislava

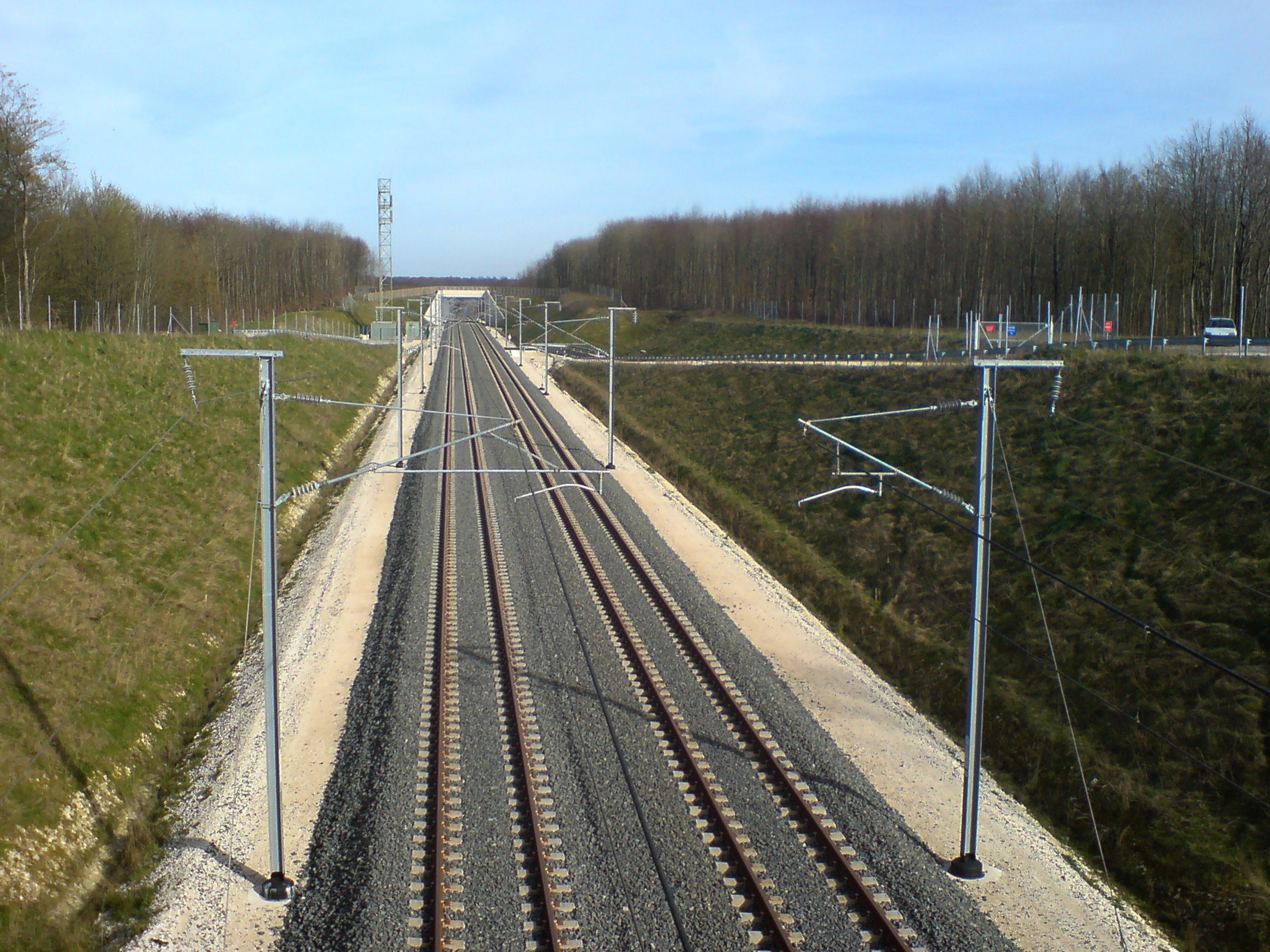
Neubaustrecke LGV Est européenne in der Nähe des Bahnhofs Meuse

Die Magistrale für Europa ist eine Eisenbahn-Hochgeschwindigkeitstrasse zwischen Paris und Budapest/Bratislava. Der Name „Magistrale für Europa“ rührt von der gleichnamigen Initiative, welche sich für den raschen Ausbau der Schienenachse einsetzt. Die offizielle Bezeichnung des EU-Projekts lautet TEN-V Projekt 17 und ist seit 2013 Teil des sogenannten Rhein-Donau Korridors.
Die Europäische Kommission nahm die Magistrale 1995 als vorrangiges Projekt 17 in die Planung für das TEN-V auf und ernannte den Ungarn Péter Balázs am 20. Juli 2005 als EU-Koordinator. 2007 übernahm Karla Peijs die Rolle als EU-Koordinatorin für den Rhein-Donau Korridor.
Der Ausbau zur Hochleistungsverbindung gilt auch als wesentliche Voraussetzung für die rasche ökonomische, politische und kulturelle Integration von Ost- und Westeuropa. Das Projekt soll ca. 35 Millionen EU-Bürger in fünf EU-Staaten entlang einer etwa 1500 km langen Achse miteinander verbinden.

## Initiative „Magistrale für Europa“
Die Initiative „Magistrale für Europa“ engagiert sich für den raschen Ausbau der Schienenachse Paris-Bratislava/Budapest und wurde 1990 gegründet. Inzwischen gehören der Initiative „Magistrale für Europa“ 24 Städte, Regionen, Bundesländer und Industrie- und Handelskammern an. Ziel der Initiative ist es eine leistungsfähige Anbindung an das hochrangige Schienennetz für Personen- und Güterverkehre zu schaffen. Des Weiteren soll die Attraktivierung der Schienenverbindung die wirtschaftliche Wettbewerbsfähigkeit und die Lebensqualität entlang der Achse verbessern sowie einen wichtigen Beitrag zum Klimaschutz leisten.
Vorsitzender der Initiative ist der Oberbürgermeister der Stadt Karlsruhe, Frank Mentrup.

## Aktuelle Verkehrssituation
Seit Ende der 1990er Jahre der Abschnitt Budapest–Wien des Orient-Expresses eingestellt wurde, verkehren keine Züge mehr auf der Gesamtstrecke. Es existieren jedoch Verbindungen, mit denen man die ganze Strecke mit einmaligem Umsteigen zurücklegen kann. Von Paris kommt man umsteigefrei höchstens nach Stuttgart und abends bis München mit dem TGV (seit Dezember 2007). Von München nach Budapest bestehen fünf Direktverbindungen, die mit ÖBB-Railjets (RJ) sowie mit dem EN 463 Kálmán Imre bedient werden. Auch von Stuttgart gibt es Direktverbindungen (Railjet Express 63) in die ungarische Hauptstadt. Seit Dezember 2021 verbindet ein Nightjet drei Mal in der Woche Wien mit Paris.
| Frankreich        |        | Deutschland                                      |   | Österreich                          |   | Slowakei        |
| Frankreich        | Ungarn | Deutschland                                      |   | Österreich                          |   |                 |
| ----------------- | ------ | ------------------------------------------------ | - | ----------------------------------- | - | --------------- |
| Paris – Straßburg | –      | Karlsruhe – Stuttgart – Ulm – Augsburg – München | – | Salzburg – Linz – St. Pölten – Wien | – | Bratislava      |
| Paris – Straßburg | –      | Karlsruhe – Stuttgart – Ulm – Augsburg – München | – | Salzburg – Linz – St. Pölten – Wien | – | Győr – Budapest |

## Ausbau/Streckenabschnitte

### Frankreich

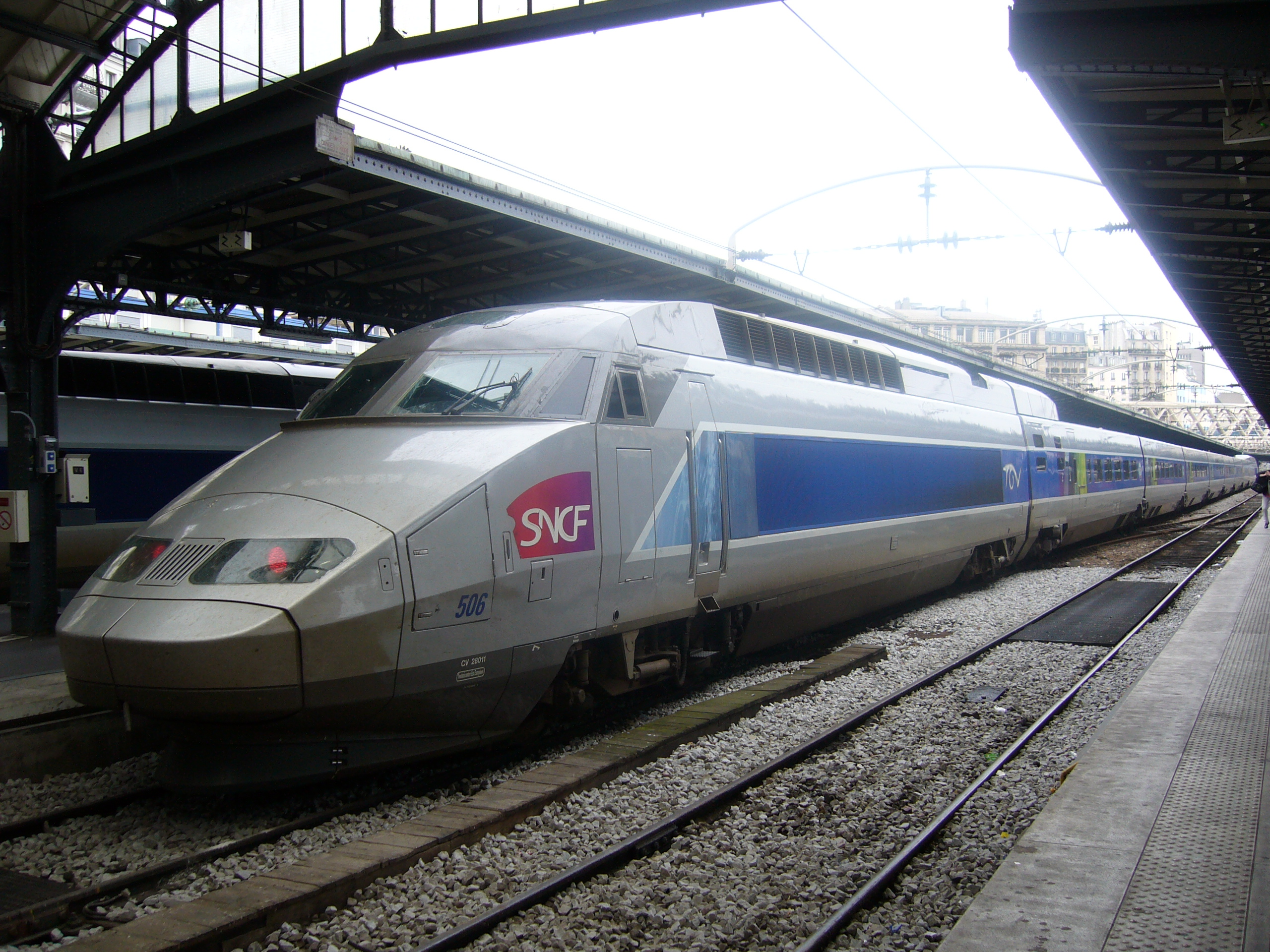
TGV im Bahnhof Paris Est

Realisierte zweite Teilstrecke der LGV Est européenne

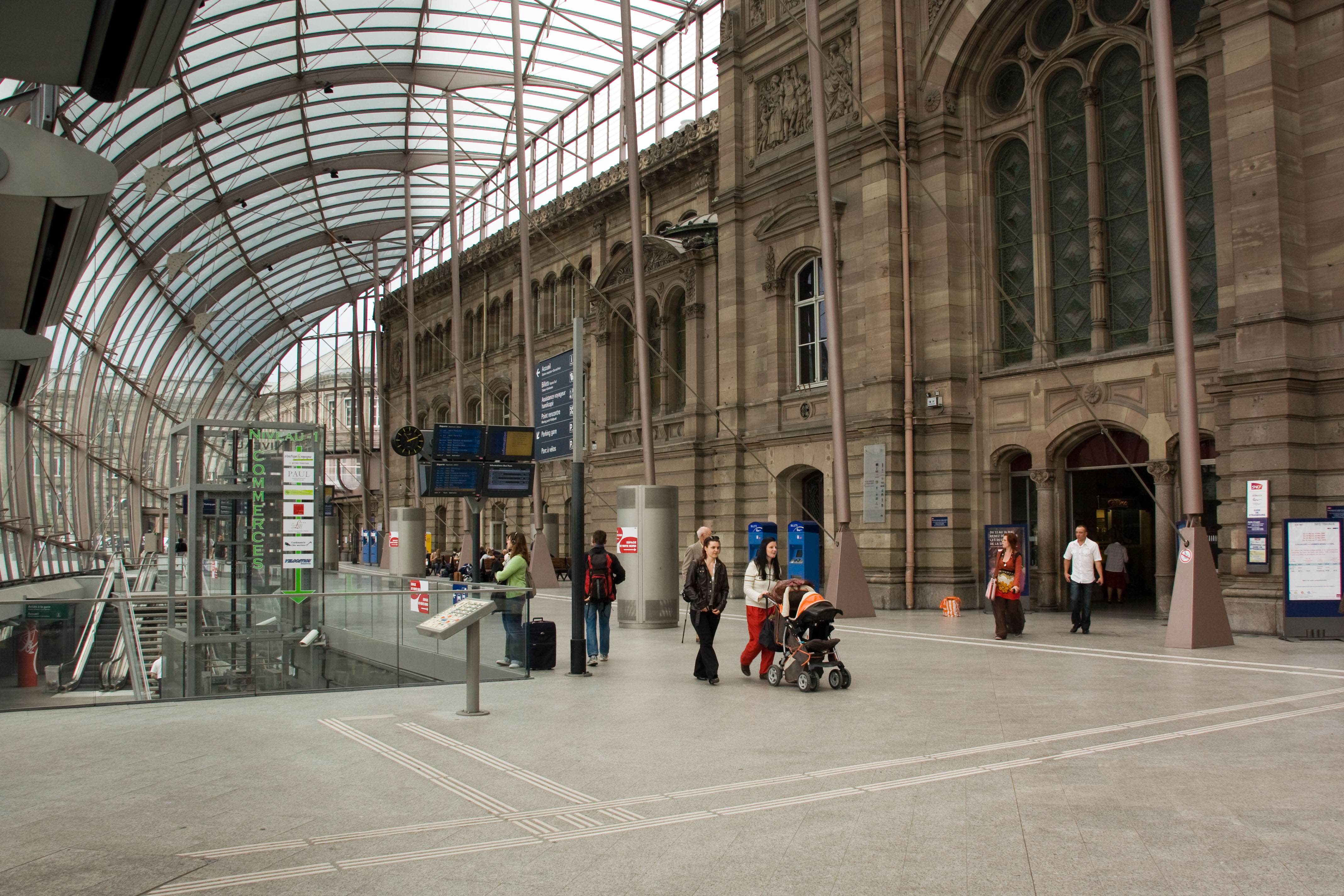
Umgebauter Bahnhof Straßburg

In Frankreich wurde die LGV Est européenne zwischen Paris und Straßburg gebaut. Im März 2007 konnte das erste Teilstück bis Baudrecourt (östlich von Metz) eingeweiht und am 10. Juni 2007 für den Zugverkehr freigegeben werden. Die Strecke wird planmäßig mit bis zu 320 km/h befahren. Dadurch konnte die Fahrzeit um 1:50 Stunden auf 2:20 Stunden von Paris Est nach Straßburg verringert werden.
Die zweite Ausbaustufe bis Vendenheim bei Straßburg hat eine weitere halbe Stunde Fahrzeitgewinn gebracht. Dieser 106 Kilometer lange Streckenabschnitt hat circa zwei Milliarden Euro gekostet und ist am 3. Juli 2016 eröffnet worden. Des Weiteren wurde für die neue Hochgeschwindigkeitsstrecke der Bahnhof Straßburg umgebaut.

### Deutschland
Auf deutscher Seite sind verschiedene Neu- und Ausbauprojekte im Bundesverkehrswegeplan enthalten, es werden aber auch bestehende Strecken genutzt.

#### Straßburg–Stuttgart
Zunächst wird Straßburg als Teil der POS Süd über die Europabahn Kehl–Appenweier an die Rheintalbahn angebunden, wobei die Anbindung für Geschwindigkeiten bis 160 km/h ausgebaut wird. Zu diesem Projekt gehören insbesondere die 2010 durchgeführte Erneuerung der Rheinbrücke Kehl sowie eine niveaufreie Einfädelung auf die Rheintalbahn. Zwischen Appenweier und Rastatt wurde die Rheintalbahn im Rahmen des Neu- und Ausbauprojekts Karlsruhe–Basel bereits viergleisig für bis zu 250 km/h ausgebaut. Bis frühestens 2026 soll die Neubaustrecke durch den Tunnel Rastatt fortgesetzt werden.
Nördlich von Bruchsal wird auf die 1991 in Betrieb gegangene Schnellfahrstrecke Mannheim–Stuttgart (280 km/h) gewechselt.
Im Rahmen des Projekts Stuttgart 21 wird der bestehende Stuttgarter Kopfbahnhof in einen Durchgangsbahnhof umgebaut. Dabei wird unter anderem der Zulauf aus Richtung Karlsruhe um 1,5 Kilometer bzw. zwei Minuten Reisezeit verkürzt. Die erste Stufe des Ausbauvorhabens soll Ende 2025 in Betrieb gehen. Das Projekt ist umstritten, aber eine Mehrheit der Bürger hat sich 2011 für die Weiterfinanzierung ausgesprochen.
Zum Projekt Stuttgart 21 sind mehrere Erweiterungen geplant. Im März 2020 wurde im Zuge der Umsetzung des Deutschland-Takts ein 10 km langer Tunnel vorgeschlagen. Dieser Fernbahntunnel Nordzulauf, zweigt nördlich von Münchingen von der Schnellfahrstrecke von Mannheim ab, unterquert die A 81 sowie Zuffenhausen und fädelt in den Tunnel Feuerbach ein. Dies würde zu einer Fahrzeitreduzierung zwischen Karlsruhe und Stuttgart führen.

#### Stuttgart–München
- Neu- und Ausbaustrecke Stuttgart–Augsburg

Von Stuttgart in Richtung Ulm ist die Schnellfahrstrecke Stuttgart–Wendlingen (als Teil von Stuttgart 21) im Bau. Die Schnellfahrstrecke Wendlingen–Ulm wurde 2022 eröffnet. Die auf eine Geschwindigkeit von 250 km/h ausgelegten Strecken sollen einen Reisezeitgewinn von etwa 25 Minuten gegenüber der heutigen Streckenführung auf der Filstalbahn bringen.
Zwischen Ulm und Augsburg kann bis zu 200 km/h gefahren werden. Der Bundesverkehrswegeplan 2030 enthält als vordringlichen Bedarf eine Aus- und Neubaustrecke im Korridor Neu-Ulm – Günzburg – Jettingen – Dinkelscherben für eine maximale Geschwindigkeit von 300 km/h sowie den Bau eines dritten Gleises zwischen Dinkelscherben und Augsburg für eine Geschwindigkeit von maximal 200 km/h. Im Rahmen des Bahnprojekts Ulm-Augsburg wird eine durchgehende Neubaustrecke erwogen. Die im Deutschlandtakt vom Bund vorgegebene Reisezeit von 26 Minuten ist eine Bedingung für das Projekt. Im Oktober 2020 stelle das DB-Projektteam 4 mögliche Trassierungsräume vor.
In München ist ein zweigleisiger Ausbau des Abzweigs Landsberger Straße geplant, womit für einige Züge der Hauptbahnhof umgangen und direkt von München-Pasing zum Ostbahnhof gefahren werden könnte. Diese Strecke wurde bis zum Fahrplanwechsel 2010 schon vom EN Orient-Express von Straßburg nach Wien genutzt. Heute verkehrt der InterCity von Hamburg nach Berchtesgaden über diese Strecke ohne Halt am Münchner Hauptbahnhof.
Ähnlich wie bei Stuttgart 21 war geplant, den Münchner Hauptbahnhof zum Durchgangsbahnhof zu machen. Diese Pläne unter dem Projektnamen München 21 wurden jedoch 2002 fallen gelassen. Lediglich ein Tunnel für Regionalzüge unter der Münchner Altstadt zwischen München Hauptbahnhof und München Ostbahnhof ist noch Teil des mittel- bis langfristigen Ausbauprogramms der Stadt München.

#### München–Salzburg
Zwischen München Ostbahnhof und Salzburg Hauptbahnhof soll die Linie über Mühldorf am Inn geführt werden, mit einer Ausbaustrecke, die eine Höchstgeschwindigkeit von bis zu 200 km/h ermöglicht (Projekt Ausbaustrecke 38). Die Ausbaupläne beinhalten die durchgehende Zweigleisigkeit und Elektrifizierung der Strecke bis Freilassing. Trotz der um 4 km größeren Streckenlänge können rund 10 Minuten gegenüber der heutigen Führung der Fernzüge über Rosenheim eingespart werden.
In Freilassing trifft die künftige Hochleistungsstrecke auf die Bahnstrecke Rosenheim–Salzburg. Diese zweigleisige Strecke wird zwischen Freilassing und Salzburg auf drei Gleise erweitert. Im Abschnitt von Saalachbrücke (Staatsgrenze DE/AT) bis Salzburg Hbf steht das dritte Streckengleis bereits in Betrieb, welches die zusätzlichen Züge der S-Bahn Salzburg aufnimmt und so Kapazitäten auf den Fernbahngleisen freimacht.

### Österreich

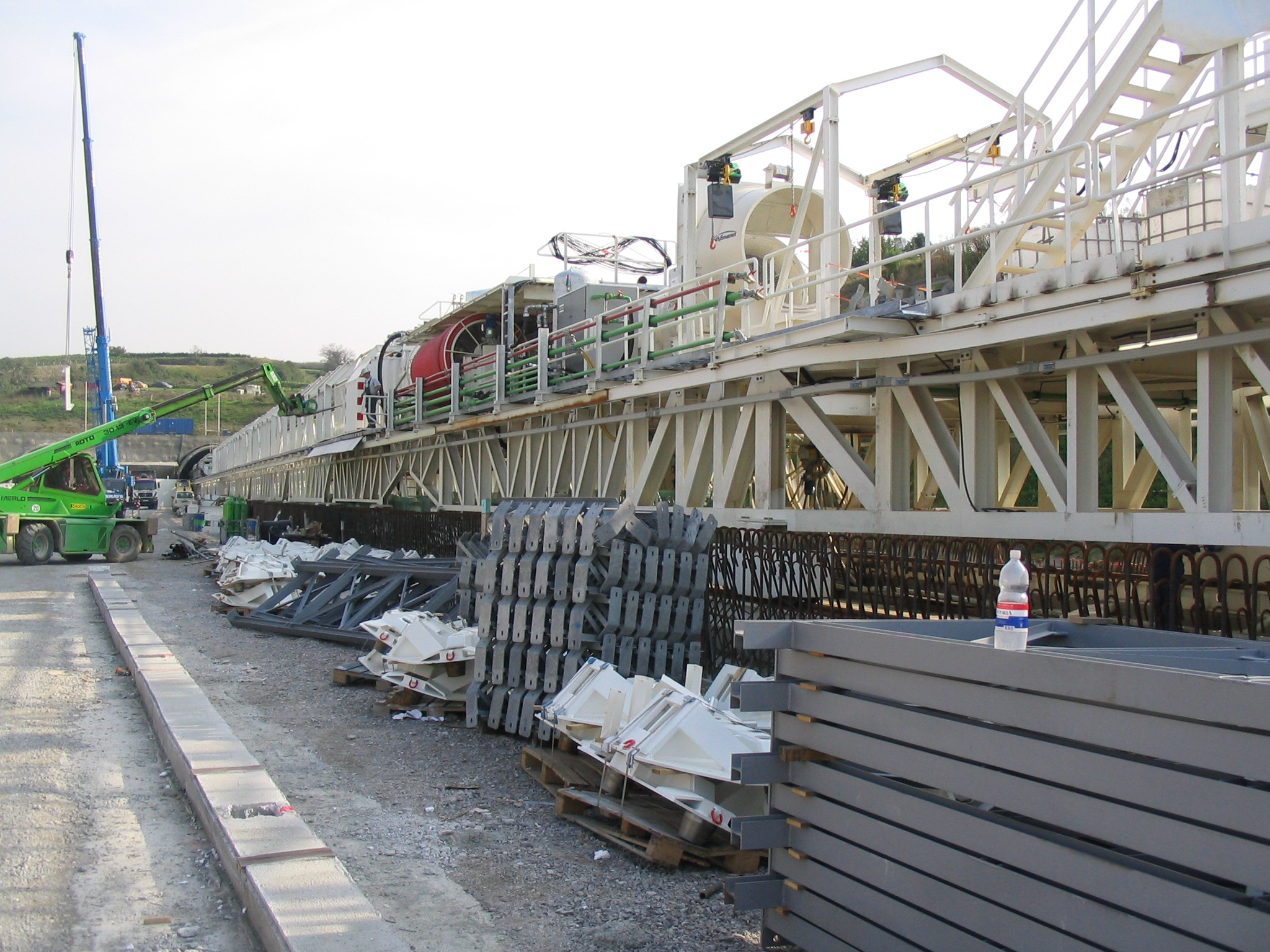
Tunnelbohrmaschine am Westportal des Wienerwaldtunnels

Auf der Westbahn in Österreich soll zwischen Wien, Linz und Salzburg das sogenannte 1-2-3-Schema umgesetzt werden. Dies bedeutet, dass diese Städte jeweils nur eine Stunde voneinander entfernt sein sollen.
Der Streckenabschnitt Salzburg – Attnang-Puchheim ist einer der Abschnitte, welcher nur mit sehr geringen Geschwindigkeiten von teilweise nur 100 km/h befahren werden kann. Hier existieren bisher Ausbaupläne für eine größtenteils im Tunnel verlaufende Neubaustrecke von Salzburg Kasern bis Straßwalchen. Eine Grobplanung der ÖBB sieht bis 2026 einen möglichen Baubeginn vor, sodass eine Eröffnung dieser Bahnstrecke nicht vor 2030 zu erwarten ist.
Im Rahmen des Ausbaus der Westbahn wurde die zweigleisige Alte Westbahn zwischen Attnang-Puchheim und Wels auf Hochleistungsniveau gebracht und kann seit Oktober 2012 mit bis zu 230 km/h befahren werden. Die Bestandsstrecke zwischen Wels und St. Pölten wurde bereits erneuert und auf Hochleistungsniveau angehoben. Im Abschnitt von Linz bis St. Pölten wurde bestandsnah eine zweite zweigleisige Strecke errichtet, die so genannte Neue Westbahn, die eine Befahrbarkeit mit einer Höchstgeschwindigkeit von bis zu 250 km/h ermöglicht. Auch die Neue Westbahn von St. Pölten nach Wien wurde für eine Höchstgeschwindigkeit von 250 km/h konzipiert und ist wichtiger Bestandteil des Ausbaus zur viergleisigen Westbahn zwischen Wels und Wien. Die Neubaustrecke verläuft durch die Tunnelkette Perschling in das Tullnerfeld und weiter durch den Wienerwaldtunnel nach Wien, wo sie wieder auf die Alte Westbahn trifft. Damit ist seit Dezember 2012 ein viergleisiger Bahnverkehr zwischen Linz und Wien in Betrieb.
In Wien wurde auf dem Gelände des 2010 abgetragenen Kopfbahnhofes Wien Südbahnhof der neue Wiener Hauptbahnhof errichtet. Dieser ist durch den Lainzer Tunnel mit der Westbahn verbunden, womit Züge von West nach Ost ohne Stürzen Wien durchfahren können. Diese Verbindung steht seit der Teilinbetriebnahme des Hauptbahnhofs im Dezember 2012 zur Verfügung.
Von Wien nach Budapest bzw. Bratislava führt die Österreichische Ostbahn. Hier bestanden Ausbaupläne für die Verbindung Wien–Bratislava über die Götzendorfer Spange, die neu errichtet werden sollte und eine Anbindung des Wiener Flughafens ermöglicht hätte. Im April 2015 wurde bekanntgegeben, dass die Götzendorfer Spange nicht mehr verfolgt wird und stattdessen eine Trasse entlang der Ost Autobahn A4 über Bruck an der Leitha geplant wird.
Eine alternative Verbindung von Wien nach Bratislava führt über die rund 37 km lange Marchegger Ostbahn. Im September 2016 begannen die Arbeiten an der Elektrifizierung und an dem vorerst abschnittsweisen zweigleisigen Ausbau. Bis auf zwei eingleisig verbleibende Abschnitte konnte dieser bereits abgeschlossen werden. 2025 wird die Marchegger Ostbahn durchgehend zweigleisig in Betrieb gehen. Die Elektrifizierung wurde bereits 2023 abgeschlossen. Eine Fahrt von Wien nach Bratislava wird dann 40 statt aktuell 65 Minuten dauern. Ab September 2024 sollen zwischen Wien und Bratislava zusätzlich zu stündlichen REX-Zügen jeweils 9 Railjet- und EC-Verbindungen pro Tag und pro Richtung verkehren.

### Ungarn/Slowakei
Östlich von Wien verzweigt sich die Magistrale in einen nördlichen Ast nach Bratislava, der die slowakische Hauptstadt im Bahnhof Petržalka erreicht, und einen südlichen Ast, der über Győr nach Budapest führt. Eine Neubaustrecke für bis zu 320 km/h in Ungarn soll die Reisezeiten zwischen Budapest und Wien, beziehungsweise Budapest und Bratislava auf unter zwei Stunden verkürzen.
Vorschläge zur Verlängerung der Magistrale über Ungarn hinaus mit einer Neubaustrecke Budapest – Sofia werden in Fachkreisen als Beitrag zur Klimaneutralität diskutiert. Die Konzeption sieht im Weiteren auch die Anbindung von Bukarest, Thessaloniki und Athen sowie Istanbul vor.

## Streckenverlauf
| Paris–Straßburg               | 439 km            | Paris–Baudrecourt in Betrieb seit 2007 | 237 min 120 km/h  | 106 min 249 km/h   | 110 min 240 km/h   |
| Paris–Straßburg               | 439 km            | Baudrecourt–Vendenheim seit 2016       | 237 min 120 km/h  | 106 min 249 km/h   | 110 min 240 km/h   |
| Straßburg–Karlsruhe           | 081 km            | 2010                                   | 54 min 90 km/h    | 40 min 122 km/h    | 36 min 135 km/h    |
| Karlsruhe–Stuttgart           | 090 km            | in Betrieb                             | 61 min 89 km/h    | 36 min 150 km/h    | 35 min 154 km/h    |
| Stuttgart–Ulm                 | 094 km Filstal    | Wendlingen–Ulm in Betrieb, Rest 2026   | 54 min 104 km/h   | 42 min 129 km/h    | 28 min 174 km/h    |
| Stuttgart–Ulm                 | 081 km Neubau     | Wendlingen–Ulm in Betrieb, Rest 2026   | 54 min 104 km/h   | 42 min 129 km/h    | 28 min 174 km/h    |
| Ulm–Augsburg                  | 086 km            | ~2030                                  | 41 min 126 km/h   | 39 min 132 km/h    | 30 min 172 km/h    |
| Augsburg–München              | 061 km            | in Betrieb                             | 37 min 99 km/h    | 29 min 126 km/h    | 26 min 141 km/h    |
| München–Salzburg              | 153 km            | München–Freilassing nach 2030          | 87 min 106 km/h   | 89 min 103 km/h    | 74 min 124 km/h    |
| München–Salzburg              | 153 km            | Freilassing–Salzburg seit 2009         | 87 min 106 km/h   | 89 min 103 km/h    | 74 min 124 km/h    |
| Salzburg–Linz                 | 127 km            | Salzburg–Attnang-Puchheim ~2030        |                   | 68 min 112 km/h    | 60 min 127 km/h    |
| Salzburg–Linz                 | 127 km            | Attnang-Puchheim–Wels ab 2012          |                   | 68 min 112 km/h    | 60 min 127 km/h    |
| Salzburg–Linz                 | 127 km            | Wels–Linz ab 2015                      |                   | 68 min 112 km/h    | 60 min 127 km/h    |
| Linz–St. Pölten               | 130 km            | 2015                                   | 50 min 156 km/h   | 44 min 177 km/h    | 45 min 173 km/h    |
| St. Pölten–Wien               | 060 km            | 2012                                   | 40 min 90 km/h    | 50 min 72 km/h     | 25 min 144 km/h    |
| Wien–Budapest                 | 263 km            | offen                                  | 175 min 90 km/h   | 157 min 101 km/h   | 175 min 90 km/h    |
| Wien–Bratislava               | 065 km Linie Nord | 2025 Marchegger Ostbahn                |                   | 44 min 89 km/h     | 35 min 111 km/h    |
| Wien–Bratislava               | 080 km Linie Süd  |                                        |                   |                    | 55 min 87 km/h     |
| Gesamt1                       |                   |                                        |                   |                    |                    |
| Paris–Budapest                | 1592 km           |                                        |                   | 700 min (11:40 h)2 | 634 min (10:34 h)2 |
| Paris–Bratislava (Linie Nord) | 1394 km           |                                        |                   | 587 min (9:47 h)2  | 488 min (8:08 h)2  |
| Paris–Bratislava (Linie Süd)  | 1409 km           |                                        |                   |                    | 508 min (8:28 h)2  |
| Paris–München                 | 0875 km           |                                        | 484 min (8:04 h)2 | 292 min (4:52 h)2  | 278 min (4:38 h)   |
| Paris–Wien                    | 1345 km           |                                        | 728 min (12:08 h) | 543 min (7:03 h)2  | 470 min (7:50 h)   |

Anmerkungen:

1 Es ist jeweils die schnellste Fahrtmöglichkeit zwischen den Städten angegeben, Stand 26. November 2024.

2 Aufgrund von Wartezeiten und ein-/mehrmaligem Umsteigen liegt die tatsächliche Reisezeit höher.

## Rezeption
Das Konzept der Magistrale für Europa war auch Gegenstand bei der Schlichtung zu Stuttgart 21. Die Stuttgarter Zeitung veröffentlichte im Oktober 2006 eine Reportage über eine Zugreise von Paris nach Bratislava unter dem Titel „Die vielen Stunden bis Petržalka“.

## Unterstützung
Verschiedene Interessenverbände und Initiativen unterstützen die „Magistrale für Europa“:
- In Deutschland wurde unter Leitung des ehemaligen Karlsruher Oberbürgermeisters Heinz Fenrich die „Initiative ‚Magistrale für Europa‘“ gegründet.
- In Frankreich gibt es die „Association TGV Est-Européen“, die von der ehemaligen Oberbürgermeisterin von Straßburg, Fabienne Keller, geleitet wird.